# Campionat britànic de sidecarcross
El Campionat britànic de sidecarcross, regulat per la federació britànica de motociclisme (ACU, Auto-Cycle Union), és la màxima competició de sidecarcross que es disputa al Regne Unit.

## Llista de guanyadors
A 1 de gener de 2024
| Any  | Campions                          | Equip        |
| ---- | --------------------------------- | ------------ |
| 1965 | Roy Price / Stan Price            | Triumph      |
| 1966 | Len Crane / John Pearson          | Cranwar      |
| 1967 | Len Crane / John Pearson          | Cranwar      |
| 1968 | Mike Guilford / Malcolm Lambdon   | Wasp-Triumph |
| 1969 | Mike Guilford / Fred Little       | Wasp-Triumph |
| 1970 | Bob Nash / Trevor Jones           | Wasp-Triumph |
| 1971 | Andy Wilkins / Nick Wilkins       | WBS-Triumph  |
| 1972 | John Turner / Nick Meredith       | Wasp-Triumph |
| 1973 | Nick Thompson / Dave Beavis       | Wasp-Norton  |
| 1974 | Nick Thompson / Dave Beavis       | Wasp-Norton  |
| 1975 | Nick Thompson / Dave Beavis       | Wasp-Norton  |
| 1976 | Terry Good / Jess Rixon           | Wasp-Yamaha  |
| 1977 | John Elliot / George Skeats       | Wasp-Norton  |
| 1978 | Nick Thompson / Garry Withers     | Wasp-Heanes  |
| 1979 | Terry Good / Jess Rixon           | Wasp-Norton  |
| 1980 | Terry Good / Barry Williams       | Wasp-Norton  |
| 1981 | Terry Good / Barry Williams       | Wasp-Norton  |
| 1982 | Doug Fox / John Cooper            | EML-Westlake |
| 1983 | Terry Good / Garry Withers        | Wasp-Yamaha  |
| 1984 | Terry Good / Garry Withers        | Wasp-Wasp    |
| 1985 | Terry Good / Paul Thomas          | Wasp-Wasp    |
| 1986 | Paul Millard / Mark Millard       | EML-Jumbo    |
| 1987 | Paul Millard / Mark Millard       | EML-Jumbo    |
| 1988 | Paul Millard / Mark Millard       | EML-Jumbo    |
| 1989 | Paul Millard / Mark Millard       | EML-KTM      |
| 1990 | Paul Millard / Jason Peters       | EML-KTM      |
| 1991 | Chris Etheridge / Nick Brace      | EML-Zabel    |
| 1992 | Chris Etheridge / Nick Brace      | EML-Zabel    |
| 1993 | Chris Etheridge / Nick Brace      | EML-Zabel    |
| 1994 | Chris Etheridge / Garry Withers   | VMC-Zabel    |
| 1995 | Chris Etheridge / Garry Withers   | BSU-KTM      |
| 1996 | Chris Etheridge / Mike Turner     | BSU-KTM      |
| 1997 | Chris Etheridge / Paul Henderson  | BSU-MTH      |
| 1998 | Peter Clark / John Chambers       | EML-Zabel    |
| 1999 | Chris Etheridge / John Chambers   | EML-Zabel    |
| 2000 | Chris Etheridge / John Chambers   | BSU-MTH      |
| 2001 | Chris Etheridge / John Chambers   | VMC-MTH      |
| 2002 | Stuart Brown / Luke Peters        | VMC-Zabel    |
| 2003 | Stuart Brown / Luke Peters        | VMC-Zabel    |
| 2004 | Stuart Brown / Jason Peters       | VMC-Zabel    |
| 2005 | Stuart Brown / Jason Peters       | VMC-Zabel    |
| 2006 | Stuart Brown / Luke Peters        | VMC-Zabel    |
| 2007 | John Watson / Mark Watson         | VMC-Zabel    |
| 2008 | Stuart Brown / Luke Peters        | VMC-Zabel    |
| 2009 | Stuart Brown / Luke Peters        | VMC-Husaberg |
| 2010 | Stuart Brown / Luke Peters        | VMC-Husaberg |
| 2011 | Stuart Brown / Josh Chamberlain   | VMC-Husaberg |
| 2012 | Stuart Brown / Josh Chamberlain   | MEFO-Zabel   |
| 2013 | Stuart Brown / Josh Chamberlain   | WSP-Zabel    |
| 2014 | Stuart Brown / Josh Chamberlain   | WSP-Zabel    |
| 2015 | Stuart Brown / Josh Chamberlain   | WSP-Zabel    |
| 2016 | Stuart Brown / Josh Chamberlain   | WSP-Zabel    |
| 2017 | Stuart Brown / Joe Millard        | WSP-Zabel    |
| 2018 | Brett Wilkinson / Dan Chamberlain | WSP-Zabel    |
| 2019 | Stuart Brown / Josh Chamberlain   | WHT-AMS650   |
| 2020 | ?                                 | ?            |
| 2021 | Stuart Brown / Josh Chamberlain   | ?            |
| 2022 | Stuart Brown / Josh Chamberlain   | ?            |
| 2023 | Brett Wilkinson / Joe Millard     | ?            |
| 2024 | Brett Wilkinson / Joe Millard     | ?            |

Notes
1. ↑  Emprà també Dave Beavis de passatger.
2. ↑  Emprà també Barry Williams de passatger.
3. ↑  Emprà també Andreas Hüsser de passatger.
4. ↑  Emprà també Andreas Hüsser de passatger.
5. ↑  Emprà també Barry Williams i John Mitchelson de passatgers.
6. ↑  Emprà també Barry Williams de passatger.
7. ↑  Emprà també Shane Skeats i Garry Withers de passatgers.
8. ↑  Emprà també Garry Withers de passatger.
9. ↑  Emprà també David Keane de passatger.
10. ↑  Emprà també Jason Peters de passatger.
11. ↑  Emprà també Luke Peters de passatger.
12. ↑  Emprà també Marc Cooper de passatger.